# Фридом (Калифорнија)
Фридом (енгл. Freedom) насељено је место без административног статуса у америчкој савезној држави Калифорнија.

## Демографија
По попису из 2010. године број становника је 3.070, што је 2.93 (-48,8%) становника мање него 2000. године.
| Група             | 2000.         | 2010.         |
| Белци             | 1.441 (24,0%) | 724 (23,6%)   |
| Афроамериканци    | 29 (0,5%)     | 44 (1,4%)     |
| Азијати           | 201 (3,4%)    | 100 (3,3%)    |
| Хиспаноамериканци | 4.165 (69,4%) | 2.170 (70,7%) |
| Укупно            | 6.000         | 3.070         |